# Jordbro
Jordbro ist eine Ortschaft (Tätort) in der schwedischen Gemeinde Haninge in der Provinz Stockholms län auf der Halbinsel Södertörn. 2015 hatte Jordbro 10.757 Einwohner.
Der Ort entstand als eines der vielen Bauprojekte während des schwedischen Millionenprogrammes. In der Nähe des Bahnhofs liegen Wohngebiete aus den 1960er bzw. 1970er Jahren und außerhalb des Zentrums jüngere Einfamilienhaussiedlungen. Die Eisenbahnlinie (Nynäsbanan) trennt den Ort in zwei Hälften.
Die Industrie konzentriert sich in einem großen Gewerbepark im Westen. Hier sind Lagerhallen und Betriebe unterschiedlicher Größenordnungen angesiedelt. Unter anderem befinden sich der schwedische Hauptsitz und eine Abfüllanlage von Coca-Cola sowie Vertriebszentren von Osram und Åhléns im Park.

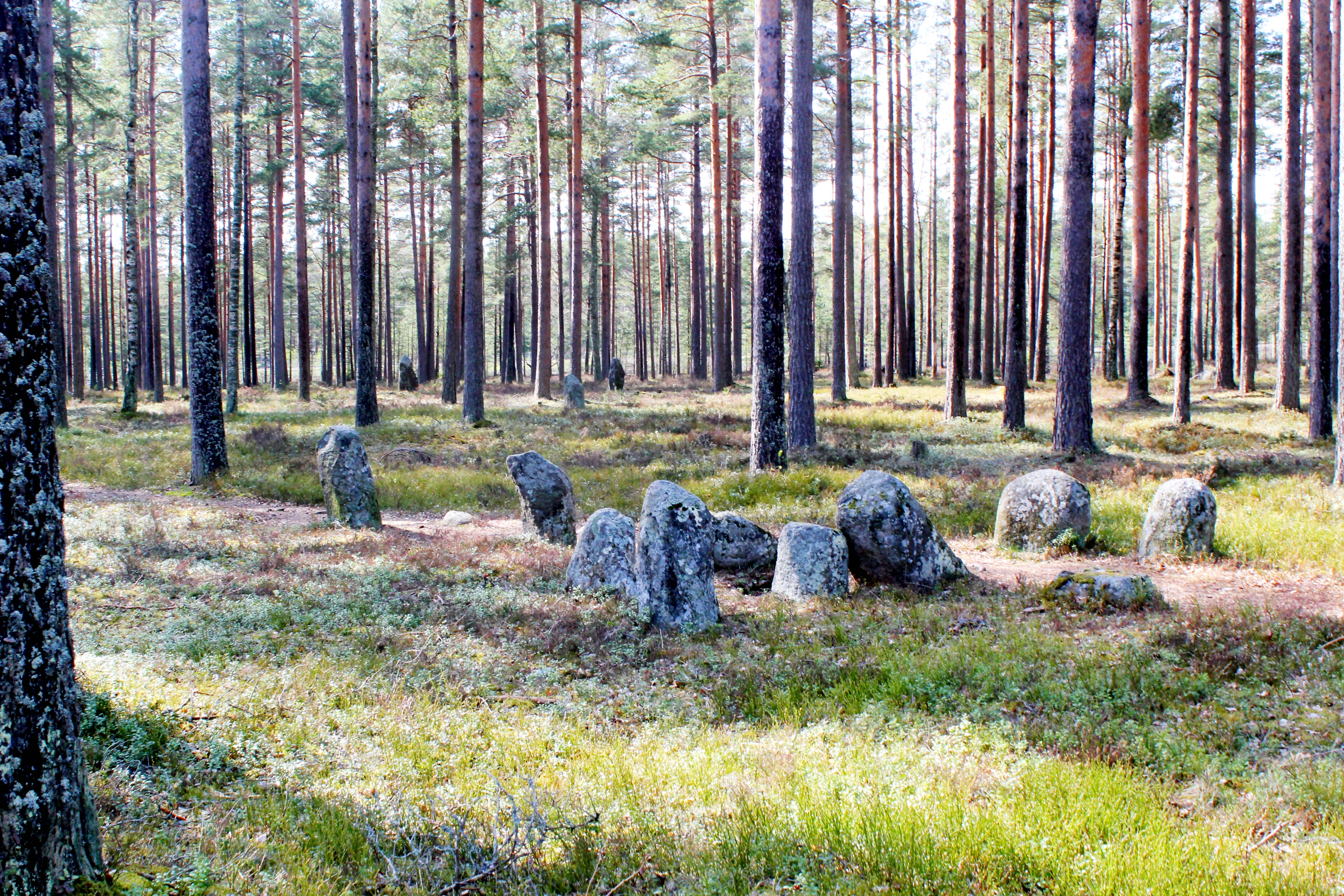
Jordbro Gräberfeld

Die Umgebung von Jordbro wird im Westen durch das Waldgebiet Hanveden geprägt. Im Süden liegt das Gräberfeld von Jordbro mit Gräbern, die zumeist auf die Zeit zwischen 500 vor und 500 nach Chr. datiert werden. Östlich führt der autobahnähnliche Reichsweg 73 am Ort vorbei und im Norden schließt getrennt durch ein Waldstück und eine Landstraße der Ort Handen an.
Der Regisseur Rainer Hartleb hat das Leben verschiedener Einwohner von Jordbro in mehreren Dokumentarfilmen festgehalten. Er begann 1973 mit dem Streifen Från en barndomsvärld („Aus einer Kindheitswelt“) und hat mittlerweile den siebten Film Alla mår bra („Allen geht es gut“) fertiggestellt. Für den Film En pizza i Jordbro („Eine Pizza in Jordbro“) von 1994 erhielt er den schwedischen Filmpreis Guldbagge.